# Haus Álvarez de Toledo

Wappen des Hauses Álvarez de Toledo

Das Haus Álvarez de Toledo ist eine Familie des spanischen Hochadels und vor allem bekannt geworden als die Dynastie der Herzöge von Alba (spanisch Ducado de Alba de Tormes) von 1465 bis 1755.

## Geschichte

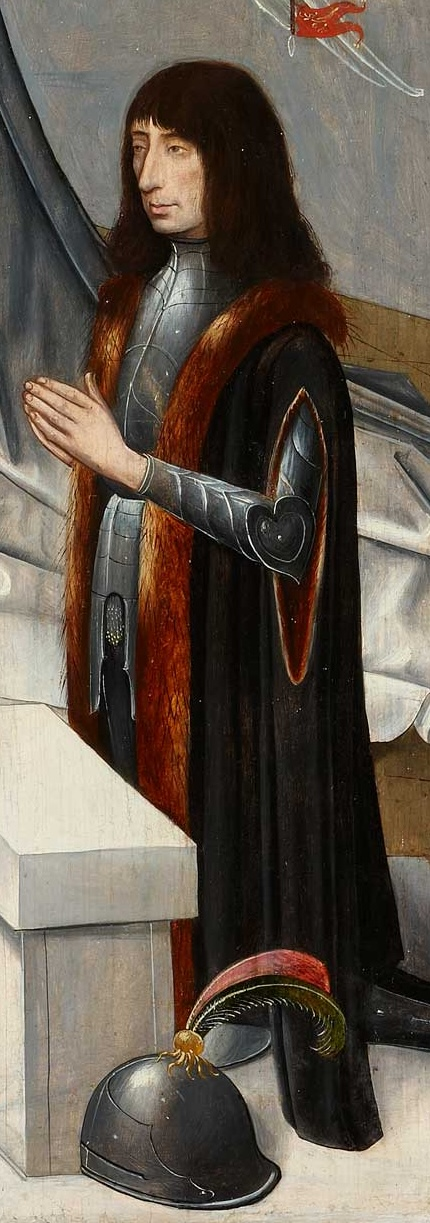
García Álvarez de Toledo, 1. Herzog von Alba († 1488)

Fernando Álvarez de Toledo, Señor de Alba de Tormes, wurde im Jahr 1439 in den Grafenstand erhoben; sein Sohn García Álvarez de Toledo wurde 1465 zum Herzog ernannt. Der Herzogstitel blieb bis zum Jahr 1755 innerhalb der Familie und wurde dann in weiblicher Linie weitervererbt.
Eine Nebenlinie waren die Marcheses de Villafranca del Bierzo; diese bekamen im Jahr 1569 ebenfalls einen Herzogstitel (Duque de Fernandina) verliehen und erbten 1770 den Titel Herzog von El Infantado und 1796 den Titel Herzog von Medina Sidonia. Diese beiden Herzogstitel wurden später ebenfalls in weiblicher Linie weitervererbt.
Die bekanntesten Mitglieder der Familie sind:
- García Álvarez de Toledo, 1. Herzog von Alba
- Fadrique Álvarez de Toledo, 2. Herzog von Alba
- Fernando Álvarez de Toledo, 3. Herzog von Alba, „el gran duque“
- Fadrique Álvarez de Toledo, 4. Herzog von Alba
- Pedro Álvarez de Toledo, Vizekönig von Neapel
- Leonor Álvarez de Toledo, Ehefrau von Cosimo I. de’ Medici (Medici)

## Übersicht
1. García Álvarez de Toledo, † 1430, 3. Señor de Valdecorneja;
  1. Fernando Álvarez de Toledo, † 1464, 2. Señor y 1. Conde de Alba de Tormes;
    1. García Álvarez de Toledo, 1. Herzog von Alba, † 1488;
      1. Fadrique Álvarez de Toledo, 2. Herzog von Alba, † 1531
        1. Garcia Álvarez de Toledo, X 1510
          1. Fernando Álvarez de Toledo, 3. Herzog von Alba, † 1582
            1. Fadrique Álvarez de Toledo, 4. Herzog von Alba, † 1585
            2. Diego Álvarez de Toledo, † 1583, Conde de Lerin
              1. Antonio Álvarez de Toledo y Beaumont, † 1639, 5. Herzog von Alba
                1. Fernando Álvarez de Toledo y Beaumont, † 1667, 6. Herzog von Alba
                  1. Antonio Álvarez de Toledo Beaumont Enríquez de Ribera y Manrique, † 1690, 7. Herzog von Alba
                    1. Antonio Álvarez de Toledo y Velasco, † 1701, 8. Herzog von Alba
                      1. Antonio Martín de Toledo y Guzmán, alias Álvarez de Toledo Beaumont y Manrique, † 1711, 9. Herzog von Alba

                    2. Juana de Toledo; ⚭ Francisco Ponce de Leon, 5. Herzog von Arcos
                    3. Francisco de Toledo y Silva, † 1739, 10. Herzog von Alba
                      1. María Teresa Álvarez de Toledo, † 1755, 11. Herzogin von Alba

        2. Pedro Álvarez de Toledo, † 1560, Vizekönig von Neapel
          1. García Álvarez de Toledo, 4. Markgraf von Villafranca, Herzog von Fernandina, Vizekönig von Sizilien
          2. Leonor Álvarez de Toledo, † 1562, ⚭ Cosimo I. de’ Medici, Großherzog von Toskana, † 1574 (Medici).

      2. Mencía de Toledo, ⚭ Beltrán de la Cueva, † 1492, 1. Herzog von Alburquerque (Haus La Cueva)
      3. Francisca Álvarez de Toledo, genannt Francisca de Toledo y Enríquez, ⚭ Francisco Fernández de la Cueva, † 1526, 2. Herzog von Alburquerque (Haus La Cueva)
      4. María Álvarez (oder Enríquez) de Toledo, ⚭ Gómez Suárez de Figueroa, † 1505, 2. Graf von Feria
      5. Fernando de Toledo, † 1532; ⚭ María de Rojas – die Schwiegereltern von Don Diego Colón.

  2. Gutierre Álvarez de Toledo, Erzbischof von Sevilla, Erzbischof von Toledo

## Stammliste

### Die ersten Generationen
1. Don García Álvarez de Toledo, Alcalde mayor de Toledo,
⚭ Doña Mencía de Meneses.
  1. Don García Álvarez de Toledo, † Ciudad Rodrigo 1370, 1.Señor de Oropesa, Valdecorneja, Piedrahita y Horcajada 8. Juni 1369, 1359–1366 Großmeister des Santiagoordens
  2. Sohn
    1. Don Fernando Álvarez de Toledo , 2. Señor de Oropesa ;
⚭ Doña Elvira de Ayala.
      1. Don García Álvarez de Toledo, † vor 1444, 3. Señor de Oropesa, Cabañas y Jarandilla.
⚭Doña Juana Herrera, Tochter von Don Garci González de Herrera Señor de Pedraza und Doña María de Guzmán.
        1. Don Fernando Álvarez de Toledo, 4. Señor de Oropesa. Sevilla 30. August 1477 1. Conde de Oropesa;
⚭ I Doña Mayor Carrillo de Toledo, Tochter von Don Fernando Alvarez de Toledo, 1. Conde de Alba de Tormes, und Doña Mencía Carrillo Palomeque ;
⚭ II Doña Leonor de Zúñiga, Tochter von Don Álvaro de Zúñiga, 1. Duque de Béjar y de Plasencia, und Doña Leonor de Pimentel.
          1. (II) Don Fernando Álvarez de Toledo, * postum, † 1504. 2. Conde de Oropesa. Señor de Jarandilla y Cabañas.
⚭ I Doña Guiomar de Mendoza, Tochter von Lorenzo Suárez de Mendoza 1. Conde de Coruña, und Doña Isabel de Borbón ;
⚭ II Doña María Pacheco, Tochter von Don Juan Pacheco 1. Marqués de Villena, und Doña María Portocarrero – Nachkommen : die Grafen von Oropesa[1]
          2. (II) Doña Catalina Álvarez de Toledo ;
⚭ Juan de Silva 3. Conde de Cifuentes.

  3. Don Fernando Álvarez de Toledo, † 1384 bei Lissabon, Señor de Valdecorneja. Mariscal de Castilla,
⚭ Doña Leonor de Ayala, Señora de Torrejón de Velasco, Tochter von Don Fernán Pérez de Ayala und Doña Elvira de Ceballos.
    1. Don García Álvarez de Toledo, † 1. Februar 1430, 3. Señor de Valdecorneja;
⚭ Constanza de Sarmiento, Tochter von Pedro Ruiz de Sarmiento, Adelantado Mayor de Galicia, 1. Señor de Rivadavia, † 1384, und Juana de Guzmán
      1. Fernando Álvarez de Toledo, † 23. April 1464, 2. Señor y 1. Conde de Alba de Tormes (1439);
⚭ Mencia Palomeque, aias María Carrillo de Toledo, Señora de Bercimuelle y Naharillos, Tochter von Pedro Carrillo de Toledo, Señor de Bolaños, und Elvira Palomeque
        1. García Álvarez de Toledo, 2. Conde y 1. Duque de Alba de Tormes (1465), 1. Marqués de Coria (1469), Conde de Salvatierra, 5. Señor del Estado de Valdecorneja, Adelantado Mayor de Castilla y León, † Mai oder 20. Juni 1488;
⚭ 1448 María Enríquez de Quiñones y Toledo, Tochter von Fadrique Enríquez, 1. Conde de Melgar y de Rueda, 2. Almirante de Castilla, und Teresa de Quiñones – Nachkommen siehe unten
        2. Mayora Carrillo de Toledo;
⚭ Fernando Álvarez de Toledo, 1. Conde de Oropesa, Señor de Cabañas y Jarandilla
        3. Teresa de Toledo;
⚭ Gómez Carrillo de Albornoz, el Feo, Señor de Ocentejo, Paredes, Cañamares y Llanes, später Señor de Albornoz, Torralba, Beteta y Ribagorda, Alcalde mayor de los Hijosdalgo de Castilla.
        4. Inés de Toledo;
⚭ Estebán Gudiel, Sohn von Juan Gudiel, Alguacil mayor de Toledo, und María Ramírez de Guzmán

      2. García Álvarez de Toledo.
      3. Gutierre Álvarez de Toledo, 1426–1439 Bischof von Palencia, 1439–1442 Erzbischof von Sevilla, 1442–1445 Erzbischof von Toledo
        1. (unehelich) Inés Álvarez de Toledo;
⚭ Gómez Fernández de la Lama, 3. Señor de la Casa de la Lama , † nach 1512, Sohn von Gabriel Fernández de la Lama, 2. Señor de la Lama, und Marina de Valdés

      4. Constanza de Toledo.

### Die Herzöge von Alba de Tormes (1465–1583)
1. García Álvarez de Toledo, 2. Conde y 1. Duque de Alba de Tormes (1465), 1. Marqués de Coria (1469), Conde de Salvatierra, 5. Señor del Estado de Valdecorneja, Adelantado Mayor de Castilla y León, † Mai oder 20. Juni 1488;
⚭ 1448 María Enríquez de Quiñones y Toledo, Tochter von Fadrique Enríquez, 1. Conde de Melgar y de Rueda, 2. Almirante de Castilla, und Teresa de Quiñones – Vorfahren siehe oben
  1. Fadrique Álvarez de Toledo, † 19. Oktober 1531, 2. Duque de Alba de Tormes, 2. Marqués de Coria, Conde de Salvatierra, 6. Señor del Estado de Valdecorneja, 1. Señor del Estado de Huéscar, Capitán general de la conquista de Granada, Mayordomo mayor del Rey-Emperador, Consejero de Estado;
⚭ Isabel de Zúñiga y Pimentel, † nach 1520, Tochter von Álvaro de Zúñiga, 1. Duque de Béjar, und Leonor Pimentel
    1. García de Toledo, X 29. August 1510;
⚭ 1503 Beatriz Pimentel, † 10. Juli 1537, Tochter von Rodrigo Alonso Pimentel, 4. Conde y 1. Duque de Benavente, 3. Conde de Mayorga, Señor de Villalón, und María Pacheco y Girón, Señora de Villacidaler,
      1. Fernando Álvarez de Toledo, 3. Duque de Alba de Tormes, „el Gran Duque“ (1507–1582), Statthalter der Niederlande, von Rubens (1628)Fernando Álvarez de Toledo, 3. Duque de Alba de Tormes, 3. Marques de Coria, 1. Conde de Piedrahita, 7. Señor del Estado de Valdecorneja, 2. Señor del Estado de Huéscar, Vizekönig, Gouverneur und Generalkapitän von Neapel 1555–1558, Statthalter der Niederlande 1567–1573, „el Gran Duque“, * Ávila 29. Oktober 1507,+ Lissabon 11. Dezember 1582;
⚭ 1527 María Enríquez de Toledo y Guzmán, † 1583, Tochter von Diego Enríquez de Guzmán, 3. Conde de Alba de Liste, und Leonor Álvarez de Toledo
        1. García Álvarez de Toledo, * 23. Juli 1530, † 1548
        2. Fadrique Álvarez de Toledo, 1. Duque de Huéscar, 4. Duque de Alba de Tormes, 4. Marqués de Coria, 8. Señor del Estado de Valdecorneja, Grande de España, * 21. November 1537, † Alba de Tormes 3. September 1585;
⚭ I María Guiomar de Aragón, † Mora 27. Januar 1557, Tochter von Alfonso de Aragón, 2. Duque de Segorbe, 32. Conde de Ampurias, und Juana Ramón Folch de Cardona, 3. Duquesa de Cardona, 3. Marquesa de Pallars, 8. Condesa de Prades, Vizcondesa de Villamur, Baronesa de Entenza (Haus Folch de Cardona);
⚭ II 10. Januar 1562 Maria Pimentel, Tochter von Antonio Alonso Pimentel, 6. Conde y 3. Duque de Benavente, 6. Conde de Mayorga, 1. Conde de Villalón, Señor de Herrera, und María Luisa Girón Enríquez ;
⚭ III 1578 María de Toledo, Tochter von García Álvarez de Toledo, 4. Marqués de Villafranca, 1. Duque de Fernandina, 1. Principe di Montalbano en Nápoles, Vizekönig von Sizilien, Generalkapitän von Katalonien, und Vittoria Colonna
          1. (III) Fernando de Toledo, 2. Duque de Huéscar, * 4. Oktober 1582, † wohl als Kind

        3. Diego de Toledo, Conde de Lerín (uxor nomine), Condestable de Navarra, † 11. Juli 1583;
⚭ 1565 Brianda de Beaumont, 5. Condesa de Lerín, 5. Condestablesa del Reino de Navarra, 4. Marquesa de Huéscar, 6. Señora. de las Baronías, Castillas y Villas de Dicastillo, San Martín, Curton, Guissens, † 1588, Tochter von Luis V. de Beaumont, 4. Conde de Lerín, 4. Condestable del Reino de Navarra, Gran Chanciller del Reino de Navarra, 3. Marqués de Huéscar, 5. Señor de las Baronías, Castillos y Villas de Dicastillo, San Martín, Curton, Guissens (Haus Frankreich-Évreux), und Aldonza Folch de Cardona y Manrique de Lara (Haus Folch de Cardona) – Nachkommen siehe unten
        4. Beatriz de Toledo;
⚭ Álvar Pérez Osorio (IV), 5. Marqués de Astorga, 6. Conde de Trastámara, 5. Conde de Santa Marta de Ortigueira, 7. Conde de Villalobos, 5. Alférez Mayor del Pendón de la Divisa , † 1567
        5. (unehelich) Fernando de Toledo, Prior der Johanniter in Kastilien und León, Vizekönig von Katalonien 1571, † 1591

      2. Bernardino de Toledo, † 1535
      3. Catalina de Toledo;
⚭ Diego Enríquez de Guzmán, 3. Conde de Alba de Liste † 1550
      4. Isabel de Toledo y Pimentel;
⚭ Pedro de Cárdenas, 2. Conde de la Puebla del Maestre, Señor de las villas de Gérgal, Bacares, Villacelumbre, † 1573
      5. Ana de Toledo;
⚭ Luis de Guzmán Córdoba y Mendoza, 2. Conde de Teba, 3. Señor y 1. Marqués de Ardales, Mariscal de Castilla

    2. Pedro Álvarez de Toledo, Vizekönig von Neapel 1532, † 23. Februar 1552;
⚭ I María Osorio Pimentel, 2. Marquesa de Villafranca del Bierzo, einzige Tochter von Luis Pimentel, und Juana Osorio, 1. Marquesa de Villafranca del Bierzo ;
⚭ II Vincenza Spinelli, Tochter von Don Ferdinando Spinelli, 2. Duca di Castrovillari, 2. Conte di Cariati, und Donna Diana Acquaviva d’Aragona – Nachkommen siehe unten
    3. Diego de Toledo, Prior der Johanniter in Kastilien und León
    4. Aldonza Leonor de Toledo;
⚭ I Rodrigo Portocarrero, Sohn von Juan Portocarrero, 2. Conde de Medellín, und Inés de Ribera ;
⚭ II Diego Enríquez de Guzmán, 3. Conde de Alba de Liste † 1550
    5. Juan Álvarez y Alva de Toledo, † 15. September 1557, Bischof von Córdoba, Bischof von Burgos, Kardinal

  2. Mencia de Toledo;
⚭ Beltrán de la Cueva, 1. Conde de Ledesma, 1. Duque de Alburquerque, 1. Conde de Huelma
  3. Teresa de Toledo, † 1487;
⚭ 1482 Pedro Manrique, 2. Conde de Osorno, Señor de Galisteo, † 29. Oktober 1515 (Haus Manrique de Lara)
  4. Francisca de Toledo;
⚭ 1476 Francisco de la Cueva, 2. Duque de Albuquerque, † 1526
  5. María de Toledo, Dama de la Reina Catolica;
⚭ 1491 Gómez Suárez de Figueroa, 2. Conde de Feria, Señor de Zafra, Villalba y la Parra
  6. Gutierre de Toledo, Bischof von Plasencia, † 1506.
  7. García Álvarez de Toledo, 1. Señor de la Orcaiada;
⚭ Francisca de Solís, Tochter von Gutierre de Cáceres y Solís, 1. Conde de Coria, und Francisca de Toledo
    1. Fernando Álvarez de Toledo, 2. Señor de la Orcaiada;
⚭ I Leonor de Acuña;
⚭ II Isabel de Lima, Tochter von Jorge de Silveira, Alcaide-mor de Castelo Rodrigo in Portugal, und Felipa de Lima
      1. (II) Antonio de Toledo, el Ciego, 3. Señor de la Orcaiada y de Bohoios;
⚭ Jerónima Dávila, Tochter von Pedro Dávila, 1. Marqués de las Navas, Mayordomo mayor de Felipe II, und María de Córdoba
        1. Mariana de Toledo;
⚭ Pedro de Porres y Vozmediano, Señor de Tremoroso, Mayordomo del Infante Carlos
        2. Mayora de Toledo;
⚭ I Juan Vicentelo, Señor de Cantillana y de Brenes, Alcalde mayor de Sevilla ;
⚭ II Alfonso de Mesa, 7. Señor de Piedrabuena.
        3. Antonio de Toledo, 4. Señor de la Orcaiada, 1. marqués de Bohoios;
⚭ Jerónima de Ayala y Zúñiga, Tochter von Pedro López de Ayala y Cárdenas, 6. Conde de Fuensalida, und María de Zúñiga Cárdenas y Figueroa
        4. Pedro de Toledo

  8. Pedro de Toledo, 1. Señor de Mancera, Salmoral, Navarros, San Miguel, Montalbo y Gallegos;
⚭ Leonor de Ayala, Tochter von Pedro López de Ayala, Comendador de Mora, und María Dávalos
  9. Fernando de Toledo, 1. Señor de las Villorias, Comendador mayor de León ;
⚭ I María de Rojas, Tochter von Sancho de Rojas, Señor de Monzón, und Catalina Pereira (die Schwiegereltern von Don Diego Colón);
⚭ Aldonza Pimentel, uneheliche Tochter von Pedro Pimentel, 1. Señor de Távara;
⚭ III Ana Manrique, Tochter von Luis Fernández Manrique, 2. Marqués de Aguilar de Campóo, und Inés Pimentel – Nachkommen

### Die Herzöge von Alba de Tormes (1583–1755)
1. Diego de Toledo, Conde de Lerín (uxor nomine), Condestable de Navarra, † 11. Juli 1583;
⚭ 1565 Brianda de Beaumont, 5. Condesa de Lerín, 5. Condestablesa del Reino de Navarra, 4. Marquesa de Huéscar, 6. Señora. de las Baronías, Castillas y Villas de Dicastillo, San Martín, Curton, Guissens, † 1588, Tochter von Luis V de Beaumont, 4. Conde de Lerín, 4. Condestable del Reino de Navarra, Gran Chanciller del Reino de Navarra, 3. Marqués de Huéscar, 5. Señor de las Baronías, Castillos y Villas de Dicastillo, San Martín, Curton, Guissens, † 9. Januar 1565, und Aldonza Folch de Cardona y Manrique de Lara – Vorfahren siehe oben
  1. Antonio Álvarez de Toledo y Beaumont, 5. Duque de Alba de Tormes, 3. Duque de Huéscar, 6. Conde de Lerín, Conde de Salvatierra, 5. Marqués de Coria, 8. Condestable de Navarra, 9. Señor del Estado de Valdecorneja, 4. Señor del Estado de Huéscar, 8. Señor de las baronías de Dicastillo, San Martín, Curton, Guissens, Grande de España, Vizekönig von Neapel 1622–1629, * 1568, † 29. Januar 1639;
⚭ Mencia de Mendoza, † 17. September 1619, Tochter von Iñigo Hurtado de Mendoza, 5. Duque del Infantado, 8. Marqués de Santillana, 5. Marqués de Argüeso, 5. Marqués de Campoo, 6. Conde del Real de Manzanares, 16. Señor de la Casa de la Vega, 8. Señor de Hita y Buitrago, Señor de las Hermandades de Álava, und Luisa Enríquez de Cabrera
    1. Fernando II Álvarez de Toledo y Beaumont, 6. Duque de Alba de Tormes, 4. Duque de Huéscar, 7. Conde de Lerín, Conde de Salvatierra, 5. Marqués de Coria, 6. Condestable de Navarra, 10. Señor del Estado de Valdecorneja, 5. Señor del Estado de Huéscar, 8. Señor de las baronías de Dicastillo, Curton y Guissens, Grande de España, * 1595, † 7. Oktober 1667;
⚭ I 9. Februar 1612 Antonia Enríquez de Ribera y Portocarrero, 4. Marquesa de Villanueva del Río, † 22. November 1623, Tochter von Fernando Enríquez de Ribera, 2. Marqués de Villanueva del Río, und María Manrique ;
⚭ II Catalina Pimentel, † Januar 1695, Tochter von Antonio Alonso Pimentel, 9. Conde y 6. Duque de Benavente, 9. Conde de Mayorga, 7. Conde de Luna, Grande de España, Mayordomo mayor de la reina Isabel de Borbón, und María Ponce de León y Zúñiga
      1. Antonio II Álvarez de Toledo Beaumont Enríquez de Ribera y Manrique, 7. Duque de Alba de Tormes, 4. Duque de Huéscar, 5. Marqués de Villanueva del Río, 6. Marqués de Coria, 8. Conde de Lerín, Conde de Salvatierra, 11. Señor del Estado de Valdecorneja, 7. Señor del Estado de Huescar, 10. Señor de las baronías de Dicastillo, San Martín, Curton y Guissens, 9. Conde de Osorno, (9.) Duque de Galisteo (1675), Grande de España, Condestable y Gran Chanciller de Navarra, * 16. Januar 1623, † 1. Juni 1690;
⚭ I 1626 Mariana de Velasco y Aragón, † um 1650, Tochter von Juan Fernández de Velasco, 5. Duque de Frías, 10. Condestable de Castilla, 7. Conde de Haro, Grande de España, Statthalter von Mailand, und Juana de Córdoba y Aragón;
⚭ II 27. Januar 1657 Guiomar de Silva y Corella, * 26. April 1623, † nach 1686, Tochter von Diego de Silva y Portugal, 1. Marqués de Orani, und Lucrecia de Corella y Mendoza
        1. (I) Juan Álvarez de Toledo, † jung.
        2. (I) Antonio Álvarez de Toledo y Velasco, 8. Duque de Alba de Tormes, 5. Duque de Huéscar, 6. Marqués de Villanueva del Río, 8. Marqués de Coria, 9. Conde de Lerín, Conde de Salvatierra, 9. Condestable de Navarra, 12. Señor del Estado de Valdecorneja, 7. Señor del Estado de Huéscar, 9. Señor de las baronías de Dicastillo, San Martín, Curton y Guissens, Grande de España, * 1627, † 25. November 1701;
⚭ um 1665 Constanza de Guzmán Dávila y Osorio, Tochter von Manuel Luis de Guzmán, 4. Marqués de Villamanrique, 6. Marques de Ayamonte, und Ana Dávila y Osorio, 11. Marquesa de Astorga, Marquesa de Velada y de San Román, 12. Condesa de Trastamara
          1. Antonio Martín de Toledo y Guzmán, alias Álvarez de Toledo Beaumont y Manrique, 9. Duque de Alba de Tormes, 6. Duque de Huéscar, 10. Conde de Lerín, 9. Marqués de Coria, 10. Conde de Osorno, de jure Duque de Galisteo, Condestable de Navarra, 13. Señor del Estado de Valdecorneja, 11. Señor de las baronías de Dicastillo, San Martín, Curton y Guissens, Grande de España, * 11. November 1669, † París 28. Mai 1711;
⚭ 25. Mai 1688 Isabel Zacarías Ponce de León y Lencastre, Tochter von Manuel Ponce de León, 6. Duque de Arcos, Marqués de Zahara, 5. Conde de Casares, Conde de Bailén, Grande de España, 12. Señor de Marchena, 10. Señor de Villagarcía, und María Guadalupe de Lencastre, 6. Duquesa de Aveiro in Portugal, Duquesa de Torres Novas, Duquesa de Ciudad Real, 6. Duquesa de Maqueda, Marquesa de Montemayor, Marquesa de Elche, Baronesa de Axpe, Planes y Patraix, Señora de las villas de San Silvestre, Torrijos, Acabón, Monasterio, El Campillo, Riaza y Penella, Señora del Adelantazgo mayor del Reino de Granada, * Azeitão, Portugal, 1630, † 7. Februar 1715
            1. Luis Antonio Álvarez de Toledo y Ponce de León, † als Kind
            2. Nicolás José Álvarez de Toledo y Ponce de León, * 1690, † Paris 28. August 1709.
            3. Bernardino Antonio Álvarez de Toledo y Ponce de León, † vor seinem Bruder

        3. (I) Juana de Toledo;
⚭ Francisco Ponce de Leon, 5. Duque de Arcos, Marqués de Zahara, 4. Conde de Casares, 12. Señor de Marchena, 9. Señor de Villagarcía, * 20. August 1632, † 1673
        4. (I) María de Toledo;
⚭ 1654 Nicolás María de Guzmán y Carafa, 3. Marqués del Toral, 3. Duque de Medina de la Torres, 2. Duque de Sanlúcar la Mayor, Conde de Arzacollar, 6. Principe di Stigliano, Principe di Sabionetta, 8. Duca di Mondragone, Duca di Traetto, Marchese di Mairena, Conte di Fondi, Conte di Aliano, Conte di Cerignola e Rodegna, Alcaide del Buen Retiro, † 7. Januar 1689
        5. (II) Francisco de Toledo y Silva, alias Álvarez de Toledo Beaumont Portocarrero y Manrique, 10. Duque de Alba de Tormes, 7. Duque de Huéscar, 11. Conde de Lerín, 11. Condestable de Navarra, 10. Marqués de Coria, 9. Marqués de Villanueva del Río, 11. Conde de Osorno, de jure duque de Galisteo, 14. Señor del Estado de Valdecorneja, 12. Señor de las baronías de Dicastillo, San Martín, Curton, Guissens, Grande de España, Alcaide de El Pardo, de la Zarzuela y de Balsaín, * 20. Februar 1662, † 22. März 1739;
⚭ 28. Februar 1688 Catalina de Haro Guzmán Enríquez de la Cerda Acevedo Zúñiga Fonseca Toledo y Ayala, 8. Marquesa del Carpio, 4.Marquesa de Eliche, 7. Condesa y 5. Duquesa de Olivares, 3. Duquesa de Montoro, 4. Condesa de Morente, 8. Condesa de Monterrey, 3. Marquesa de Tarazona, 8. Condesa de Ayala, 6. Condesa de Fuentes de Valdepero, Grande de España, * 13. März 1672, † 2. November 1733, Tochter von Gaspar López de Haro y Guzmán, 7. Marqués del Carpio, Grande de España, Duque de Montoro, 4. Conde-Duque de Olivares, und Teresa Enríquez de Cabrera
          1. María Teresa Álvarez de Toledo Beaumont Portocarrero Enríquez de Ribera Manrique Méndez de Haro Guzmán Enríquez de la Cerda Acevedo y Zúñiga Fonseca y Ayala, alias Álvarez de Toledo y Haro, 11. Duquesa de Alba de Tormes, 8. Duquesa de Huécar, 12. Condesa de Leríb, 4. Duquesa de Montoro, 9. Marquesa del Carpio, 6. Condesa-Duquesa de Olivares, 9. Condesa de Monterrey, 12. Condestablesa de Navarra, 11. Marquesa de Coria, 7. Marquesa de Eliche, 10. Marquesa de Villanueva del Río, 4. Marquesa de Tarazona, 12. Condesa de Osorno, de jure Duquesa de Galisteo, 9. Condesa de Ayala, 7. Condesa de Fuentes de Valdepero, 15. Señora del Estado de Valdecorneja, 13. Señora de las baronías de Dicastillo, San Martín, Curton, Guissens, Grande de España, („die reichste Erbin Europas ihrer Zeit“ [Fernández-Blanco]), * 18. September 1691, † 1755 ;
⚭ 9. Dezember 1712 Manuel María José de Silva Mendoza y Cerda, 9. Conde de Galve, Grande de España (persönlich), Comendador mayor de Castilla, * 18. Oktober 1677, † 18. Oktober 1728, Sohn von Gregorio de Silva Mendoza y Sandoval, 5. Duque de Pastrana y Estremera, und María de Haro y Guzmán

        6. (II) Teresa de Toledo, Dama de la reina María Luisa, † 1685.

    2. María de Toledo;
⚭ Álvar Pérez Osorio (V), 9. Marqués de Astorga, Grande de España, 10. Conde de Trastámara, 8. Conde de Santa Marta de Ortigueira, 11. Conde de Villalobos, 9. Alférez Mayor del Pendón de la Divisa, † 20. November 1659
    3. Ana de Toledo;
⚭ Antonio Enríquez de Ribera, 3. Marqués de Villanueva del Río, und María Manrique
    4. Luisa de Toledo.
    5. Mencia de Toledo.
    6. Brianda de Toledo.
    7. María de Toledo.

  2. Isidro de Toledo, † als Kind
  3. Antonia de Toledo;
⚭ 1598 Francisco III. Fernández de la Cueva, 7. Duque de Alburquerque, 7. Conde de Ledesma, 4. Marqués de Cuéllar, Vizekönig von Katalonien und Sizilien, † 1637

### Die Marqueses de Villafranca del Bierzo
1. Pedro Álvarez de Toledo, Vizekönig von Neapel 1532, † 23. Februar 1552;
⚭ I María Osorio Pimentel, 2. Marquesa de Villafranca del Bierzo, einzige Tochter von Luis Pimentel, und Juana Osorio, 1. Marquesa de Villafranca del Bierzo ;
⚭ II Vincenza Spinelli, Tochter von Don Ferdinando Spinelli, 2. Duca di Castrovillari, 2. Conte di Cariati, und Donna Diana Acquaviva d’Aragona – Vorfahren siehe oben
  1. Leonor Álvarez de Toledo, * Neapel 1522, † Pisa 18. Dezember 1562;
⚭ Florenz 29. März 1539 Cosimo I. de’ Medici, souveräner Herzog von Florenz (20. September 1537), Großherzog von Toskana (27. August 1569), souveräner Fürst vom Piombino und der Insel Elba (22. Juni/24. Juli 1548 und 12. August 1552/29. Mai 1557), souveräner Herzog von Siena (19. Juli 1557) * Florenz 11. Juni 1519, † Villa di Castello 21. April 1574
  2. Fadrique de Toledo Osorio Pimentel, 3. Marqués de Villafranca del Bierzo;
⚭ Inés Pimentel, Tochter von Bernardino Pimentel Enríquez, 1. Marqués de Távara, und Constanza Osorio de Bazán
  3. García, 4. Marqués de Villafranca del Bierzo, 1. Duque de Fernandina (8. März 1569), 1. Principe di Montalbano (Neapel), Vizekönig von Sizilien, Generalkapitän von Katalonien, † 1577;
⚭ April 1552 Donna Vittoria Colonna, Tochter von Don Ascanio I Colonna, 2. Duca di Paliano, Gran Connestabile del Regno di Napoli, Marchese di Manoppello, 2. Conte di Tagliacozzo, Barone di Carsoli, Val di Roveto e Covaro, Conte di Ceccano, 2. Marchese d’Atessa e Signore di Avezzano, Comandante de las armas españolas en Abruzzo, und Donna Giovanna d’Aragona,
    1. Pedro de Toledo Osorio, 5. Marqués de Villafranca del Bierzo, 2. Duque de Fernandina, 2. Principe di Montalbano, Grande de España, Generalleutnant von Mailand 1618;
⚭ I Elvira de Mendoza, Tochter von Iñigo López de Mendoza, 3. Marqués de Mondéjar, und María de Mendoza ;
⚭ II Giovanna Pignatelli, * Neapel, † 1623, Tochter von Camillo Pignatelli, 3. Duca di Monteleone, 4. Conte di Borrello, und Girolama Colonna
      1. (I) García II de Toledo, 6. marqués de Villafranca del Bierzo, 3. Duque de Fernandina, 3. Principe di Montalbano, Grande de España, Comendador de los Bastimeatos, Galeerengeneral ;
⚭ María de Mendoza, Tochter von Rodrigo de Mendoza, Comendador de los Bastimeatos de León, und Ana de Mendoza, 6. Condesa de Saldaña, 6. Duquesa del Infantado, 7.Marquesa de Santillana, 6. Marquesa de Argüeso, 6. Marquésa de Campoo, 7. Condesa del Real de Manzanares, 17. Señora de la casa de Mendoza, Señora de la casa de la Vega, 9. Señora de Hita y Buitrago, Señora de las Hermandades de Alava
      2. (I) Fadrique II. Álvarez de Toledo y Osorio, 1. Marqués de Villanueva de Valdueza (17. Januar 1624), Comendador mayor de Castilla, Comendador del Valle de Ricote, Generalkapitän des Meeres, † 1634;
⚭ Elvira Ponce de León, Camarera mayor de la reina Mariana de Austria, † 30. September 1691, Tochter von Luis Ponce de León, Marqués de Zahara, und Victoria de Toledo
        1. Fadrique III de Toledo Osorio, 7. Marqués de Villafranca del Bierzo, 2. Marqués de Villanueva de Valdueza, 4. Duque de Fernandina, 4. Principe di Montalbano, Grande de España, Generalkapitän der Galeeren, Vizekönig von Sizilien, * 27. Februar 1635, † 1705;
⚭ Manuela de Córdoba y Cardona, † 1679, Tochter von Antonio de Córdoba, 7. Duque de Sessa, 9. Conde de Cabra, und Teresa Pimentel
          1. José Fadrique de Toledo Osorio, 8. Marqués de Villafranca del Bierzo, Grande de España, 3. Marqués de Villanueva de Valdueza, 5. Duque de Fernandina, 5. Principe di Montalbano;
⚭ 29. September 1683 Catalina d’Aragona e Fajardo, alias de Moncada y Fajardo, 9. Duchessa di Montalto, 7. Duchessa di Bivona, Contessa di Caltabellotta, Contessa di Colissano, Contessa di Scláfani, Marquesa de Martorell, Marquesa de Molina, Marquesa de los Vélez, Grande de España, Tochter von Ferdinando de Moncada, 8. Duca di Montalto, 6. Duca di Bivona, 6. Principe di Paternò, 16. Conte di Aderno, Conte di Caltabellotta, Conte di Scláfani, und María Teresa Fajardo y Portugal, Marquesa de los Vélez, Marquesa de Martorell, Marquesa de Molina, Grande de España
            1. Fadrique Vicente Álvarez de Toledo y Moncada, 9. marqués de Villafranca del Bierzo, 6. Duque de Fernandina, 6. Principe di Montalbano, Principe di Paternò, 4. Marqués de Villafranca de Valdueza, 4. Conde de Peña Ramiro, 12. Marqués de Molina, 5. Marqués de Martorell, 7. Duca di Bivona, 9. Duca di Montalto, 9. Marqués de los Vélez, 15. Conte di Adernò, 16. Conte di Caltabellotta, 15. Conte di Sclafani, 12. Conte di Collesano, 13. Conte di Caltanissetta, 18. Conte di Centorvi, 4facher Grande de España, Barón de Castellví de Rosanes, Adelantado mayor del Reino de Murcia, Alcaide Perpetuo de los Reales Alcázares de Lorca;
⚭ 1713 Juana Pérez de Guzmán el Bueno y Silva, Tochter von Manuel Alonso Pérez de Guzmán el Bueno, 12. Duque de Medina Sidonia, 17. Conde de Niebla, 11. Marqués de Cazaza, Grande de España, und Luisa María de Silva Mendoza Haro y Guzmán
              1. Antonio María José Alvarez de Toledo y Pérez de Guzmán el Bueno, 10. marqués de Villafranca del Bierzo, 7. Duque de Fernandina, 7. Principe di Montalbano, 5. Marqués de Villanueva de Valdueza, 5. Conde de Peña Ramiro, 13. Marqués de Molina, 6. Marqués de Martorell, 8. Duca di Bivona, 10. Duca di Montalto, 10. Marqués de los Vélez, 16. Conte di Adernò, 17. Conte di Caltabellotta, 16. Conde de Sclafani, Conte di Golisano, Adelantado y Capitan Mayor del Reino de Murcia, Alcayde Perpetuo de los Reales Alcazares de Lorca, 8. Principe di Paterno. 14. Conte di Caltanissetta, 13. Conte di Collesano, 19. Conte di Centervi, Barón de Castellví de Rosanes (1753), Grande de España, * Madrid 24. September 1716. † Madrid 4. Dezember 1773;
⚭ I Teresa-Francisca Fernández de Córdoba y Spínola, Tochter von Nicolás Fernández de Córdoba Figueroa y Aguilar, 6. Marqués de Montalbán, 10. Duque de Medinaceli, 9. Marqués de Priego, Grande de España, 17. Señor de la casa de Córdoba, Señor de la villa de Aguilar de la Frontera, Adelantado y Notario Mayor de Andalucía, Alguacil Mayor de Sevilla, Condestable de Aragón, und Gerónima María Spínola de la Cerda,
⚭ II Madrid (Palacio del Buen Retiro) 17. April 1754 María Antonia Dorotea Sinforosa Gonzaga y Caracciolo, * Madrid 8. Februar 1735, † Madrid 27. Februar 1801, Tochter von Francesco Gonzaga y Pico della Mirandola, 1. Duca di Solferino, Reichsfürst, 9. Principe di Castiglione, 1. Duque de Solferino, Grande de España, und Donna Giulia Quitteria – Nachkommen siehe unten

            2. Fernando de Aragón
            3. Manuela de Toledo

          2. Elvira María de Toledo, † 4. August 1700;
⚭ 1685 Gaspar Melchor Baltasar de Silva Sandoval y Mendoza, Señor de Sazedón y Tortola, 8. Conde de Galve, Vizekönig von Neuspanien, * 11. Juni 1653, † 12. März 1697
          3. Teresa de Toledo;
⚭ 1696 Manuel José de Silva y Toledo, 2. Marqués de Melgar, * 14. Oktober 1679
          4. Antonio de Toledo, Comendador de Azuaga,
⚭ 1687 Ana María Pimentel de Córdoba, 8. Marquesa de Távara, Condesa de Villada, Tochter von Francisco Fernández de Córdoba, 8. Duque de Sessa, und Ana María Pimentel de Córdoba, 6. Marquesa de Távara, 4. Condesa de Villada:
            1. José Isidro deToledo y Pimentel, Conde de Villada, † 23. August 1690.
            2. Manuel de Toledo, Conde de Villada, † 20. Februar 1692.
            3. Francisco de Toledo, Conde de Villada;
⚭ Catalina Ventura Colón y Portugal, Tochter von Pedro Manuel Colón de Portugal y de la Cueva, 7. Duque de Veragua, und Catalina Fajardo y Manrique de Mendoza
            4. Miguel de Toledo y Pimentel, 9. Marqués de Távara, Grande de España de 1. clase (1. März 1729), Conde de Villada;
⚭ María Teresa Francisca Alfonsa de Silva Hurtado de Mendoza y Sandoval de la Vega y Luna, 9. Duquesa del Infantado, Duquesa de Lerma, Duquesa de Pastrana, Marquesa de Santillana, Marquesa del Cenete, Condesa del Real de Manzanares, Condesa de Saldaña, Principessa di Melito, Principessa di Eboli, Grande de España de 1. clase, Tochter von Juan de Dios de Silva, 8. Duque del Infantado, Duque de Pastrana, und María Teresa Gutiérrez de los Ríos – Nachkommen siehe unten

          5. Luis de Toledo, † in Italien
          6. Francisco Melchor de Toledo, † 13. Februar 1696;
⚭ Teresa Sarmiento de Eraso Vargas y Carvajal, alias de Toledo Vargas Sarmiento Eraso, 4. Condesa de Humanes, 4. Condesa del Puerto, Señora de Mohernando y Cañal, Tochter von Pedro de Toledo y Sarmiento, 3. Conde de Gondomar, und María Josefa de Eraso Vargas y Carvajal, 3. Condesa de Humanes, 3. Condesa del Puerto

        2. (unehelich) Iñigo de Toledo, Generalkapitän von Oran.

      3. Victoria de Toledo;
⚭ Luis Ponce de León, Marqués de Zahara, Sohn von Rodrigo Ponce de León, 3. Duque de Arcos, und Teresa de Zúñiga y Sotomayor
      4. Victoria de Toledo;
⚭ Luis Ponce de León, Marqués de Zahara, Sohn von Rodrigo Ponce de León, 3. Duque de Arcos, und Teresa de Zúñiga y Sotomayor
      5. María de Toledo, Nonne und Gründerin des Convento de la Anunciación in Villafranca del Bierzo.

    2. María de Toledo;
⚭ 1578 Fadrique de Toledo, 1. Duque de Huéscar, 4. Duque de Alba de Tormes, Grande de España (siehe oben) * 21. November 1537, † Alba de Tormes 3. September 1585
    3. Juana de Toledo y Colonna, * Villafranca del Bierzo;
⚭ Enrique, alias Bernardino Pimentel Enríquez, 1. Conde de Villada, 3. Marqués de Távara, Señor de Villafáfila, * Valladolid, † 1600
    4. Inés de Toledo;
⚭ Juan Pacheco Osorio, 2. Marqués de Cerralbo, Generalkapitän von Galicien, Statthalter von Flandern, * Ciudad Rodrigo, † 1589
    5. Ana de Toledo;
⚭ Gómez Dávila y de Toledo, 2. Marqués de Velada, 9. Señor de San Román, Comendador de Manzanares, Mayordomo mayor del rey Felipe III, † 30. Januar 1599,
    6. Leonor de Toledo, † von ihrem Ehemann ermordet Villa di Cafaggiolo 7. Juli 1576;
⚭ um 1572 Piero de’Medici, Principe di Toscana, * Florenz 3. Juni 1554, † Madrid 25. April 1604 (Medici)
    7. Delia de Toledo;
⚭ Gómez Suárez de Figueroa, barón de Gaypuli.

  4. Ana de Toledo;
⚭ I Álvaro de Mendoza, Signore della Bella, Castellán del castillo de Castilnovo (Neapel), Sohn von Pedro González de Mendoza, 2. Señor de la Torre de Estebán Hambrán, Enkel des 2. Herzogs von El Infantado, und Isabel Ruiz de Alarcón, 2. Marchesa della Valle Siciliana;
⚭ II Álvaro Lope de Moscoso Osorio, 4. Conde de Altamira.
  5. Juana de Toledo;
⚭ Fernando Jiménez de Urrea, Sohn von Lope Ximénez de Urrea, 1. Conde de Aranda, Vizconde de Rueda, Señor de Almonacir, Epila, Trasmor, Mata, Castelviejo, Salinas y Casanueva, und Catalina de Híjar
  6. Isabel de Toledo;
⚭ Giambattista Spinelli, Duca di Castrovillari.
  7. Luis de Toledo, Comendador de Ricote;
⚭ Violante de Moscoso Osorio, Tochter von Álvaro Lope de Moscoso Osorio, 4. Conde de Altamira, und Ana de Toledo
    1. Rodrigo García de Toledo.
    2. Francisca de Toledo;
⚭ Ottavio Orsini, 6. Conte di Pacentro, Signore di Oppido

### Die Herzöge von Medina Sidonia
1. Antonio María José Alvarez de Toledo y Pérez de Guzmán el Bueno, 10. marqués de Villafranca del Bierzo, 7. Duque de Fernandina, 7. Principe di Montalbano, 5. Marqués de Villanueva de Valdueza, 5. Conde de Peña Ramiro, 13. Marqués de Molina, 6. Marqués de Martorell, 8. Duca di Bivona, 10. Duca di Montalto, 10. Marqués de los Vélez, 16. Conte di Adernò, 17. Conte di Caltabellotta, 16. Conde de Sclafani, Conte di Golisano, Adelantado y Capitan Mayor del Reino de Murcia, Alcayde Perpetuo de los Reales Alcazares de Lorca, 8. Principe di Paterno. 14. Conte di Caltanissetta, 13. Conte di Collesano, 19. Conte di Centervi, Barón de Castellví de Rosanes (1753), Grande de España, * Madrid 24. September 1716. † Madrid 4. Dezember 1773;
⚭ I Teresa-Francisca Fernández de Córdoba y Spínola, Tochter von Nicolás Fernández de Córdoba Figueroa y Aguilar, 6. Marqués de Montalbán, 10. Duque de Medinaceli, 9. Marqués de Priego, Grande de España, 17. Señor de la casa de Córdoba, Señor de la villa de Aguilar de la Frontera, Adelantado y Notario Mayor de Andalucía, Alguacil Mayor de Sevilla, Condestable de Aragón, und Gerónima María Spínola de la Cerda,
⚭ II Madrid (Palacio del Buen Retiro) 17. April 1754 María Antonia Dorotea Sinforosa Gonzaga y Caracciolo, * Madrid 8. Februar 1735, † Madrid 27. Februar 1801, Tochter von Francesco Gonzaga y Pico della Mirandola, 1. Duca di Solferino, Reichsfürst, 9. Principe di Castiglione, 1. Duque de Solferino, Grande de España, und Donna Giulia Quitteria – Vorfahren siehe oben
  1. (I) Töchter
  2. (II) María de la Encarnación, alias María Ignacia Alvarez de Toledo y Gonzaga, * Madrid 26. Juni 1755;
⚭ Madrid 14. April 1774 Juan de la Cruz Bellvís de Moncada y Pizarro, 3. Marqués de Bélgida, 9. Marqués de Villamayor de Iviernas, 9. Adelantado Mayor perpetuo por juro de heredad de la Nueva Galicia y 12. Señor perpetuo de Valdecantos o de los Apaseos Alto y Bajo en la Nueva España; später 7. Marqués de Benavites, 14. Marqués de Mondéjar, 7. Conde de Villamonte, 11. Conde de Villardompardo, 7. Conde de Sallent, 13. Conde de Tendilla, 15. Reichsfürst, Conde de la Gomera, Marqués de San Juan de Piedras Albas, Marqués de Valhermoso de Tajuña, Marqués de Adeje, Marqués de Agrópoli, Marqués de Orellana la Vieja, Barón de Turís de Rafol-Chela, Albalat de la Ribera y Pardines, de la Joyosa, Señor de Marrán, Tudichelli (?Fridicheli) y Guderni (?Gudemi), y de las villas y lugares de San Juan de la Enova, Quartell-Carrap y Alquería Blanca, Señor de Alconchel, Señor de Bellus, Corbera, Rafal, Buñol, El Puig, San Pedro de Escañuela, Fuensonera, Apaseos Alto y Bajo en la Nueva España, Almoguera, Meco, Fuente el Viejo, Anguix, Fuente Novilla, Azañón, Viana, Zahinos, Fermoselle, Ampudia, Rayaces, Viloria, Coro de Aguilarejo, Gomera y el Hierro, Adeje, Alférez Mayor perpetuo de la ciudad de Jaén, Alcaide de la Alhambra, 2facher Grande de España de 1. clase, * Madrid 4. Dezember 1756, † Madrid 20. Oktober 1835
  3. (II) José María del Carmen Francisco Manuel Joaquín Pedro Juan Andrés Avelino Cayetano Venancio Francisco de Paula Gonzaga Javier Ramón Blas Tadeo Vicente Sebastián Rafael Melchior Gaspar Baltasar Luis Pedro de Alcántara Buenaventura Diego Andrés Apostol Isidro Álvarez de Toledo y Gonzaga, 15. Duque de Medina Sidonia, 11. Duca di Montalto, 9. (10) Duca di Bivona, 8. (7) Duque de Fernandina, 9. Principe di Paternò, 8. (7) Principe di Montalbano, 11. Marqués de Villafranca del Bierzo, 11. (10) Marqués de los Véles, 6. (5) Marqués de Villanueva de Valdueza, 14. (13) Marqués de Molina, 14. Marqués de Cazaza en Africa, 7. Marqués de Martorell, 6. Marqués de Valverde, Marchese di Bivona, 17. (20) Conte di Adernò, 18 (19) Conte di Caltabellotta, 20. Conte di Centorvi, 17. (20) Conte di Sclafani, 22. Conde de Niebla, 6. Conde de Peña-Ramiro, 15. Conte di Caltanissetta, 14. Conte di Collesano (Golisano); 5facher Grande de España, Barón de Castellví de Rosanes (1773), * Madrid 17. Juni 1756, † Sevilla 9. Juli 1798,
⚭ 15. Januar 1775 (María del Pilar) Cayetana de Silva Portugal y Bazán Alvarez de Toledo, 13. Duquesa de Alba de Tormes, Duquesa de Huéscar, de Galisteo y de Montoro, Condesa de Olivares, de Lerín, de Monterey, de Osorno, de Salvatierra, de Piedrahita, de Morente, de Fuente de Valdepero, de Galve, de deleitosa y de Alcaudete, Marquesa del Carpio, de Coria, de Villanueva del Rio y de Villar de Grajanejos, 8fache Grande de España, * 10. Juni 1762. † Madrid 23. Juli 1802, Tochter von Francisco de Paul de Silva Portugal y Alvarez Toledo, Duque de Huescar, und María Teresa de Silva Meneses – Nachkommen siehe unten
  4. (II) María Ignacia Álvarez de Toledo y Gonzaga, * Madrid 31. Juli 1757, † Madrid 8. September 1795,
⚭ Madrid 3. April 1774 Vicente Joaquín Osorio de Moscoso y Guzmán, 11. Conde de Altamira, 8. (9.) Duque de Sanlucar de la Mayor, 7. Duque de Medina de las Torres, 6. Duque de Atrisco 11. Duque de Baena, 14. Duque de Sessa, 12. Duque de Soma, 15. Duque de Maqueda, 15. Marqués de Astorga, 9. Marqués de Velada, 7. Marqués de Leganés, 11. Marqués de Ayamonte, 10. Marqués de Pozas, 8. Marqués de Villamanrique, 8. Marqués de San Román, 10. Marqués de Almazán, 6. Marqués de Morata, 16. Marqués de Elche, 6. Marqués de Monasterio, 7. Marqués de Mairena, 18. Conde de Palamós, 10. Conde de Lodosa, 8. Conde de Arzacollar, 17. Conde de Santa Marta, 16. Conde de Trastámara, 11. Conde de Altamira, 17. Conde de Cabra, 13. Conde de Monteagudo, 17. Conde de Villalobos, 17. Conde de Nieva, 9. Conde de Saltes, Barón de Belpuig, Principe di Aracena, Maratea, Jaffa e Venosa, 16. Vizconde de Iznajar, 11facher Grande de España, * Madrid 17. Januar 1756, † 1816
  5. (II) Francisco de Borja Álvarez de Toledo y Gonzaga, 16. Duque de Medina Sidonia , 12. Marqués de Villafranca del Bierzo, 9. (8) Duque de Fernandina, 9. Principe di Montalbano, 7. (5) Marqués de Villanueva de Valdueza, 7. Conde de Peña Ramiro, 15 Marqués de Molina, 8. Marqués de Martorell, 10. (11) Duca di Bivona, 12. Duca di Montalto, 12. Marqués de los Vélez, 18 (21) Conde de Aderno, 19. (20) Conte di Caltabellotta, 18 (21) Conte di Sclafani, 15 Conte di Collesano (Golisano), 23. Conde de Niebla, 15 Marqués de Cazaza en Africa, 7. Marqués de Valverde, 10. Principe di Paternò, 21. Conte di Centorvi, 16. Conte di Caltanissetta, Conde de Miranda; Barón de Castellví de Rosanes, 5facher Grande de España, * Madrid 9. Juni 1763, † Madrid 12. Februar 1821;
⚭ Madrid 28. Januar 1798 María Tomasa Josefa Micaela Joaquina Francisca de Sales Juana Nepomuceno Felipa de Palafox y Portocarrero y López de Zúñiga, * Madrid 8. März 1780, † Portici 14. Oktober 1835, Tochter von Felipe Antonio de Palafox y Croy Centurión y Havré, Generalleutnant, * San Sebastián 3. Juli 1739, † Madrid 24. Oktober 1790
    1. Francisco Álvarez de Toledo y Palafox, 14. Conde de Niebla, Duque de Bivona, 10. Duque de Fernandina, Grande de España, * Madrid 9. Januar 1799, † Madrid 31. Januar 1816
    2. Maria Teresa Álvarez de Toledo Palafox, † 16. April 1866;
⚭ Joaquín Florencio Vicente Simon Cavero Tarazona Pueyo Ribas Rocafull, 6. Conde de Sobradiel, Barón de Letosa, * Alfaro (San Miguel) 23. April 1796, † 30. Dezember 1876
    3. Pedro de Alcántara Álvarez de Toledo y Palafox, 17. Duque de MEDINA SIDONIA, 13. Marqués de Villafranca del Bierzo, 11. Duque de Fernandina, 11. Principe di Montalbano, Principe di Paternò, (Sizilien), 8. (6) Marqués de Villanueva de Valdueza, 8. Conde de Peña Ramiro, 16. Marqués de Molina, 9. (8) Marques de Martorell, 13. Duque de Montalto, 13. Marqués de los Vélez, 19. Conte di Adernò, 16. Conde di Golisano, 16. Marqués de Cazaza en Africa, 25. Conde de Niebla, 4facher Grande de España, * Madrid 11. Mai 1803, † Madrid 10. Januar 1867;
⚭ Madrid 9. Oktober 1822 María (del Pilar) Joaquina de Silva y Tellez-Girón , * 1802, † Portici 22. September 1876, Tochter von José Gabriel de Silva Bazán y Waldstein, 12. Marqués del Viso, 10. Marqués de Santa Cruz de Mudela, Marqués de Villasor, 2facher Grande de España, und Joaquina María del Pilar Téllez-Girón y Alfonso Pimentel
      1. Isabel Álvarez de Toledo y Silva, * 7. Juli 1823, † Genzano 9. August 1867;
⚭ 20. Februar 1843 Don Giovanni Andrea Colonna, 14. Principe e Duca di Paliano, Principe Assistente al Soglio Pontificio, Principe di Sonnino, Principe di Avella, 13. Duca di Tagliacozzo, 7. Duca di Tursi, Duca di Marino, Marchese di Cave, Conte di Ceccano, Signore di Genzano etc., Grande de España de 1. clase (1847–1894), Gran Connestabile del Regno di Napoli (1847–1859), Nobile Romano Coscritto (1854), * Neapel 27. Januar 1820, † Rom 12. März 1894
      2. Teresa Álvarez de Toledo y Silva, * 1824, † Neapel 15. Dezember 1883;
⚭ Neapel 20. November 1841 Ignacio Álvarez de Toledo y Palafox Portocarrero, Conte di Sclafani, Sohn des 16 Duque de Medina Sidonia, * Cadiz 1. Februar 1812, † Madrid 1. Juni 1878
      3. José Joaquín (Giuseppe) Álvarez de Toledo y Silva, 18. Duque de Medina Sidonia, 14. Marqués de Villafranca del Bierzo, 14. Marqués de los Vélez, 12. Duque de Fernandina, 13. Marqués de Molina, 25. Conde de Niebla, Principe di Montalbano, Duca di Montalto (Sizilien), Conte di Adernò, Conte di Caltabellotta, Conte di Collesano, 4facher Grande de España, Signore di Caltavuturo e delle Due Petralie en Sicilia; * Madrid 14. August 1826, † 1900 ;
⚭ Espel 26. September 1846 Rosalia Caro y Álvarez de Toledo, * 1828, † 1903, Tochter von Pedro Caro y Salas, 4. Marqués de la Romana, Grande de España de 1. Clase, und (María) Tomasa Álvarez de Toledo y Palafox, alias Álvarez de Toledo y Portocarrero
        1. María Álvarez de Toledo y Caro, condesa de Adernó, * Neapel 4. Juli 1847;
⚭ Irún 29. Mai 1866 José María Ortuño de Ezpeleta y Samaniego, 4. Conde de Ezpeleta de Beire, 4. Duque de Castroterreño, Conde de Tribbiana, Conde de Echauz, Grande de España
        2. Alonso (Ildefonso) Álvarez de Toledo y Caro, 15. Marqués de los Vélez, Grande de España, 18. Marqués de Molina, 26. Conde de Niebla, * Brüssel 6. August 1850, † 1897;
⚭ Madrid, 23. Mai 1877 María de la Trinidad Caballero y Muguiro, Tochter von Andrés Caballero y Rozas, Marqués de Somosancho, und Doña Josefa Muguiro y Uriarte.
        3. Inés Álvarez de Toledo y Caro, 1. Marquesa de Cazaza, * Madrid 12. März 1857;
⚭ Fernando Ramírez de Haro Patiño Belvís de Moncada y Osorio, 13. Conde de Bornos , 11. Conde de Murillo, 9. Marqués de Villanueva del Duero, Conde de Villariezo, Conde de Peñarrubias, 3facher Grande de España, * Madrid 27. April 1856
        4. Joaquín (Gioacchino) Álvarez de Toledo y Caro, 19. Duque de Medina Sidonia, 15. Marqués de Villafranca del Bierzo, 16. Marqués de los Vélez, 18. Marqués de Molina, 27. Conde de Niebla, 13. Duque de Fernandina, Principe di Montalto (1907), 4facher Grande de España, * Madrid 28. Dezember 1865, † 9. Juni 1915 ;
⚭ Madrid, 10. April 1893 Rosarío (Rosalia) Caro y Caro, * Valencia 17. September 1868, † 1918 Tochter von Carlos Caro y Álvarez de Toledo, Conte di Caltavuturo (Sizilien), und María de la Encarnación Caro y Gumucio
          1. Joaquín (Gioacchino) Álvarez de Toledo y Caro, 20. Duque de Medina Sidonia (9. Dezember 1916), 16. Marqués de Villafranca del Bierzo, 17. Marqués de los Vélez, 28. Conde de Niebla, 14. Duque de Fernandina, Grande de España, * San Sebastián (Guipúzcoa) 18. April 1894, † Madrid 11. Dezember 1955;
⚭ I Biarritz 12. Oktober 1931 María del Carmen Maura y Herrera, † San Sebastian 20. September 1946, Tochter von Gabino Maura y Gamazo, Montaner y Abarca, 1. Duque de Maura, Presidente del Consejo de ministros (Ministerpräsident), und Julia Herrera y Herrera, Gutiérrez y Sosa;
⚭ II María de la Concepción García-Faria y Monteys, Robles y Xuriger, † San Feliú de Guixols 16. Oktober 1990
            1. Herzogliches Palais in Sanlúcar de BarramedaMaría Luisa Isabel Álvarez de Toledo y Maura (1936–2008), 21. Duquesa de Medina Sidonia, 18. Marquesa de los Vélez, 16. Marquesa de Villafranca del Bierzo, 24. Condesa de Niebla, 3fache Grande de España, * 18. August 1936;
⚭ Leoncio González de Gregorio y Martí-Arribas
              1. Leoncio González de Gregorio y Álvarez de Toledo, 22. Duque de Medina Sidonia, Conde de Niebla (28. November 1958), * 3. Januar 1947.
                1. Erbe: Don Alonso Enrique González de Gregorio y Viñamata (* 1983)

          2. María Teresa Álvarez de Toledo y Caro.
          3. Alonso Álvarez de Toledo y Caro
          4. María de la Concepción Álvarez de Toledo y Caro, 3. Duquesa de Santa Cristina, Grande de España;
⚭ Rafael Márquez y Castillejo
          5. María del Rosario Álvarez de Toledo y Caro, * 1. Mai 1901;
⚭ Salvador Ferrandis y Luna.
          6. José (Giuseppe) Álvarez de Toledo y Caro.

      4. Rosalía Álvarez de Toledo y Silva, * 2. Januar 1833, † 11. Mai 1865;
⚭ Madrid 11. Mai 1857 Adolfo Ruspoli y Godoy, 2. Duque de la Alcudia, Grande de España, 3. Conde de Evoramonte, * Bordeaux 28. Dezember 1822, † París 4. Februar 1914
      5. Alonso (Alfonso) Tomás Álvarez de Toledo y Silva, 10. Marqués de Martorell, * Neapel 21. Juni 1835, † Madrid 11. Juli 1895;
⚭ Madrid, 2. Juli 1866 Genoveva Samaniego y Pando, 5. Marquesa de Miraflores, Grande de España , 7. Marquesa de Pontejos, Grande de España (16. Dezember 1916), 10. Condesa de la Ventosa, * París 3. Januar 1841, Tochter von Manuel de Samaniego y Asprer, Vizconde de la Armeria, und Carlota Pando y Moñino, 4. Marquesa de Miraflores – Nachkommen: die Marqueses de Miraflores
      6. María Álvarez de Toledo y Silva, Contessa di Colessano, * Neapel 1. September 1830;
⚭ Neapel 28. Mai 1857 Cajetano, Principe Piscicelli (De La Cruz Haedo)
      7. Pedro de Alcántara Álvarez de Toledo y Silva, Marqués de Villanueva de Valdueza, * Neapels 26. Januar 1841;
⚭ 30. Oktober 1869 María del Milagro de Lara y San Juán,
      8. Carlos Álvarez de Toledo y Silva

    4. María Tomasa Álvarez de Toledo y Palafox, † 29. Oktober 1870;
⚭ 21. August 1826 Pedro Caro y Salas, 4. Marqués de la Romana, Grande de España de 1. clase, * Palma de Mallorca (Santa Cruz) 20. Juni 1805, † 18. Dezember 1855
    5. Don José María (Giuseppe) Álvarez de Toledo y Palafox, Zwilling, 14. Duque de Bivona, Grande de España (29. Dezember 1854), Conte di Caltabellotta, Primer Grande del Reino de Sicilia, * Cadiz 1. Februar 1812, † Neapel 7. Januar 1885;
⚭ París 3. August 1837 María del Carmen de Acuña y Dewitte, * Paris 22. Januar 1817, Tochter von Manuel Lorenzo de Acuña y Fernández-Miranda, 7. Marqués de Casafuerte y de Escalona, 9. Marqués de Bedmar, Grande de España, 7. Marqués de Villanueva de las Torres, und María Antonia Dewitte y Rodríguez de Albuquerque
      1. José María Álvarez de Toledo y Acuña, Conde de Xiquena, 15. Duque de Bivona, Grande de España, * Paris 6. August 1838, † Madrid 31. August 1898;
⚭ San Sebastián, 21. August 1864 Jacinta Gutiérrez de la Concha y Fernández de Luco, * Madrid 21. August 1848, Tochter von José Gutiérrez de la Concha e Yrigoyen de la Quintana, 1. Marqués de la Habana, 1. Vizconde de Cuba, Grande de España de 1. clase, und Vicenta Fernández de Luco y de Santa Cruz
        1. Tristán (Tristano) Álvarez de Toledo y Gutiérrez de la Concha, 16. Duque de Bivona, Conde de Xiquena, Grande de España, * Neapel 9. Februar 1869, † Madrid 23. März 1926
        2. Silvia Álvarez de Toledo y Gutiérrez de la Concha, * 13. Juni 1873,
⚭ Madrid 25. Juni 1896 Manuel Felipe María Falcó y Osorio, 4. Duque de Fernán Núñez, 9. Conde de Cervellón, Marqués de la Mina, Grande de España, * Château de Dave (Belgien) 30. September 1856, † Madrid 2. Mai 1927, Sohn von Manuel Falcó y d’Adda, Marqués de Almonacir, und María del Pilar Osorio y Gutiérrez de los Ríos, 3. Duquesa de Fernán Núñez, Duquesa del Arco, 7. Duquesa de Montellano, 7. Marquesa de Castel Moncayo, 11. Marquesa de la Alameda, Marquesa de Castilnovo, Marquesa de Pons, Marquesa de Plandogan, Marquesa de Miranda de Auta, 12. (14.) Condesa de Barajas, Condesa de Frigiliana, Condesa de Molina de Herrera, Condesa de Montehermoso, Condesa de Puertollano, Reichsfürstin, Prinzessin von Arenberg, Prinzessin von Barbançon, Vizcondesa de Dave, Baronesa de Anieva, Serra, Mosalaven, Mosquera, Prada, Perachez, Rondunes, Armell y Ría, 4fache Grande de España, * Madrid 10. Dezember 1829, † Château de Dave (Provinz Namur, Belgien) 1. September 1921 – Nachkommen

      2. Pedro Álvarez de Toledo y Acuña, 9. Marqués de Casafuerte,* Neapel 29. September 1847, † Château de l’Orfraisière, Indre-et-Loire, Frankreich 5. Dezember 1896;
⚭ Neapel 26. Juni 1872 Flavia Lefèbvre y Doria, † Nervi, Italien, 18. Februar 1905, Tochter von Ernesto Lefèbvre di Balsorano, 2. Conte di Balsorano, und Donna Teresa Doria Caracciolo, * Neapel 9. Dezember 1825, † nach 1900
        1. Illán Álvarez de Toledo y Lefèbvre, 10. Marqués de Casafuerte (6. Juli 1892), * Neapel 2. Juni 1882, † 1962;
⚭ I Capri, 28. März 1905 Beatriz Josefina Fiocca, * Paris 7. März 1879, Tochter von Pietro Fiocca, und Céline Chaverondier;
⚭ II Ivonne Giraud, * 1895 † 1984:
          1. (I) Juan Illán Álvarez de Toledo y Giraud, 11. Marqués de Casafuerte (18. Mai 1992).

      3. Don Ferdinando Álvarez de Toledo, Conte di Caltabellotta, * 9. † Juli 1850;
⚭ Neapel 6. September 1875 Donna Livia Colonna, * Neapel 1. November 1855, † nach 1910, Tochter von Don Giovanni Andrea Colonna, 14. Principe e Duca di Paliano, Principe Assistente al Soglio Pontificio, Principe di Sonnino, 9. Principe di Avella, 13. Duca di Tagliacozzo, 8. Duca di Tursi, 11. Duca di Marino, Marchese di Cave, Conte di Ceccano, und Isabel Álvarez de Toledo y Silva
        1. Isabella Álvarez de Toledo, * Neapel 10. Juni 1876, † Neapel 30. Mai 1898;
⚭ Neapel 21. Juni 1897 Conte Francesco di Paola Capece Galeota, * Neapel 10. Juni 1873, † Neapel 22. April 1955, Sohn von Conte Giuseppe Capece Galeota, und Maria Ciccarelli
        2. García Álvarez de Toledo, * Neapel 25. Juni 1881, † 9. März 1921;
⚭ 20. September 1905 Erminia Filo e Granito, Sohn von Conte Nicola Filo, Conte di Torre Santa Susanna, und Margherita Lotti
          1. Don Ramiro Álvarez de Toledo, Conte di Caltabellotta, * Neapel 7. Juli 1906, † Lausanne 1965 ;
⚭ I Capri 12. März 1932 Letizia Cerio;
⚭ II San Marinella (Rom), 14. Dezember 1950 Dagmar von Mosch, * Freiburg 8. September 1917, Tochter von Hans Georg von Mosch, Dr jur, kgl. preuss Referendar a D., und Claire Elisabeth Freiin von Oppenheim.
            1. Donna Beatriz Álvarez de Toledo, * Rom 5. Februar 1933, † 12. Juli 1946
            2. Don Fernando Álvarez de Toledo, * Neapel 22. Juni 1934.

          2. Don Álvaro Álvarez de Toledo , * Neapel 18. Dezember 1907;
⚭ 31. Oktober 1935 Anna Maria Dupont
            1. Don Fabrizio Álvarez de Toledo, * Neapel 17. November 1936;
⚭ Eugenia M. Lin
              1. Donna Isabella Álvarez de Toledo, * Paris 27. Februar 1957.

            2. Don Ferrante Álvarez de Toledo , * Neapel 9. Juli 1940;
⚭ 7. März 1964 Emiliana Galli
              1. Don Álvaro Álvarez de Toledo, * Rom 27. Januar 1968.
              2. Don Filippo Álvarez de Toledo, * Rom 8. November 1969.
              3. Donna Chantal Álvarez de Toledo , * Rom 4. November 1952;
⚭ Carlo Zecchi.

        3. Maria della Consolazione Álvarez de Toledo, * Neapel 7. April 1893, † 28. Januar 1971;
⚭ Neapel 15. August 1910 Nicola III del Balzo, 7. Duca di Presenzano, * 24. Dezember 1884, † Neapel 1938, Sohn von Nicola II del Balzo, Duca di Presenzano, und Enrichetta Ciccarelli

    6. Ignacio Álvarez de Toledo y Palafox Portocarrero, Conte di Sclafani, Zwilling, * Cadiz 1. Januar 1812, † Madrid 1. Juni 1878;
⚭ Neapel 20. November 1841 Teresa Álvarez de Toledo y Silva, † Neapel 15. Dezember 1883, Tochter von Pedro de Alcántara Álvarez de Toledo-Osorio y Palafox Pérez de Guzmán el Bueno, 13. Marqués de Villafranca del Bierzo, 17. Duque de Medina Sidonia, und Doña Joaquina de Silva y Téllez-Girón, – Nachkommen

  6. (II) Pedro de Alcántara Álvarez de Toledo y Gonzaga;
⚭ Carmen López de Zúñiga y Chaves, 10. Duquesa de Peñaranda de Duero, 15. Marquesa de Bañeza, 9. de Mirallo, 8. de Valdunquillo, 15 de Moya, 15. Condesa de Miranda del Castañar, 6. de Santa Cruz de la Sierra, 18 de San Esteban de Gormaz y de Casarrubios del Monte, 15. Vizcondesa de los Palacios de Valduena, Grande de España, † 1829, Tochter von Antonio López de Zúñiga y Chaves Chacón, 13. Conde de Miranda del Castañar, und María Teresa Pacheco Téllez-Girón y Toledo
  7. (II) Buenaventura Álvarez de Toledo y Gonzaga

### Die Herzöge von El Infantado

Wappen des Herzog von El Infantado

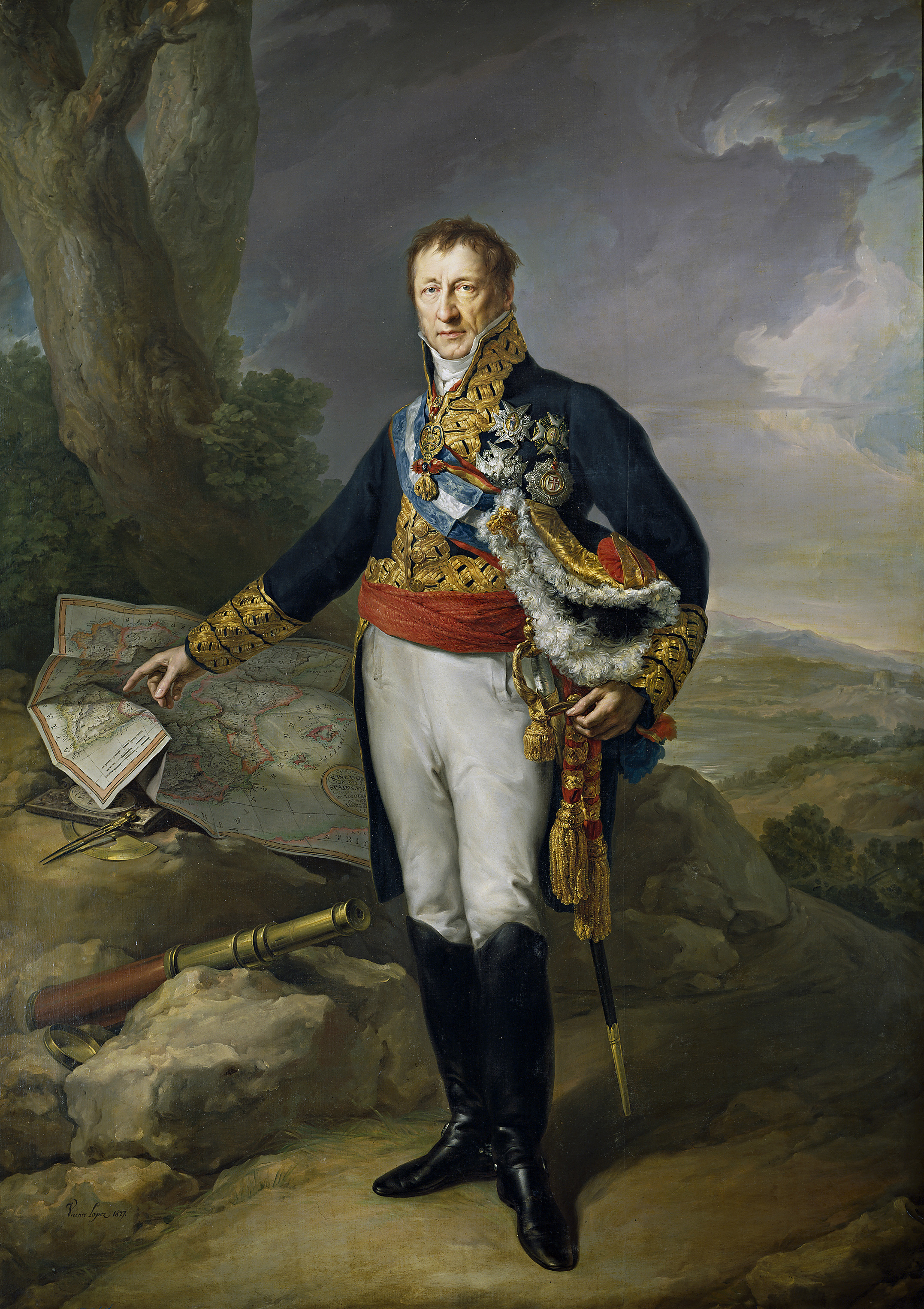
Pedro de Alcántara de Toledo y Salm Salm (1768–1841), spanischer Außenminister

1. Miguel de Toledo y Pimentel, 9. Marqués de Távara, Grande de España de 1. clase (1. März 1729), Conde de Villada, † 11. Februar 1735;
⚭ María Teresa Francisca Alfonsa de Silva Hurtado de Mendoza y Sandoval de la Vega y Luna, 9. Duquesa del Infantado, Duquesa de Lerma, Duquesa de Pastrana, Marquesa de Santillana, Marquesa del Cenete, Condesa del Real de Manzanares, Condesa de Saldaña, Principessa di Melito, Principessa di Eboli, Grande de España de 1. clase, Tochter von Juan de Dios de Silva, 8. Duque del Infantado, Duque de Pastrana, und María Teresa Gutiérrez de los Ríos – Vorfahren siehe oben
  1. Pedro de Alcántara de Toledo Silva Mendoza Pimentel Enríquez de Guzmán de la Vega Sandoval Luna Cisneros Manzanedo Albornoz Ayala Fernández de Córdoba y de los Ríos, 12. Duque del Infantado, Duque de Pastrana, Duque de Lerma, 13. Marqués de Santillana, 11. Marqués de Távara, Marqués de Cenete, Conde del Real de Manzanares, Conde de Saldaña, Principe di Melito, Principe di Eboli, Grande de España de 1. clase, * Madrid 27. Dezember 1729, † Frankfurt/Main 1. Juni 1790;
⚭ I Francisca Javiera de Velasco y Tovar, Tochter von Bernardino IV Fernández de Velasco Pimentel, 11. Duque de Frías, 15. Conde de Alba de Liste, 15. Conde de Haro, 7. Conde de Peñaranda de Bracamonte, Conde de Castilnovo, Conde de Salazar, 17. Conde de Luna, 4. Marqués del Fresno, 4. Vizconde de Sauquillo, 3facher Grande de España, und María Josefa Pacheco Téllez-Girón ;
⚭ II Madrid 30. Dezember 1758 Prinzessin Maria Anna von Salm-Salm, * Anholt 17. Februar 1740, † Heussenstamm 4. Juli 1816, Tochter von Nikolaus Leopold, 1. Fürst zu Salm-Salm, Herzog von Hoogstraeten, Statthalter von Antwerpen, und Prinzessin Dorothea Franziska Agnes zu Salm
    1. (II) María de los Dolores Leopoldina de Toledo y Salm Salm, * 1760, † 4. Juli 1792;
⚭ I Francisco de Asis de Silva Bazán y Fernández de la Cueva, 11. Marqués del Viso, * 8. Oktober 1756, Sohn von José Joaquín de Silva Bazán y Sarmiento, 9. Marqués de Santa Cruz de Mudela, 10. Marqués del Viso, Marqués de Villasor, Marqués de Arcícollar, Marqués de Bayona, Conde de Pie de concha, Marqués de Monsanto, Carlán de Balaguer, Grande de España de 1. clase, und Soledad de la Cueva ;
⚭ II 7. Januar 1782 Frédéric-Auguste-Alexandre, Duc, Comte et Marquis de Beaufort-Spontin, Marquis de Horennes, Comte de Beauraing, * 14. September 1751, † 22. April 1817, Sohn von Charles-Albert, Marquis de Beaufort-Spontin (Haus Huy), und Marie-Marguerite-Rose-Dorothée-Victoire de Glymes, Marquise de Florennes et de Spontin (Haus Glymes) – Nachkommen aus zweiter Ehe
    2. Sohn, * 1761/7, † nach 1772
    3. Pedro de Alcántara de Toledo y Salm Salm, 13. Duque del Infantado, 14. Marqués de Santillana, Duque de Lerma, 11. Marqués de Távara, Grande de España, * 20. Juli 1768, † Madrid 27. November 1841.
    4. Manuel de los Dolores de Toledo y Salm Salm, * 28. September 1772, viv 1797.

  2. 2 Söhne
  3. Felipe Diego Isidro Pedro de Alcántara Miguel de Toledo y Silva, † Toledo 15. Mai 1758;
⚭ Madrid 26. November 1755 María Ana Vicenta Teresa Ignacia Petronila López-Pacheco Toledo y Portugal, 12. Condesa de Oropesa, Duquesa de Escalona, 11. Marquesa de Villena, Grande de España, * Madrid 22. August 1729, † Madrid 28. November 1768, Tochter von Andrés María Fernández-Pacheco y Moscoso, 10. Marqués de Villena, Duque de Escalona, Grande de España, und Ana María Magdalena Nicolasa de Toledo Portugal y Córdoba, 11. Condesa de Oropesa, 9. Condesa de Alcaudete, Grande de España

### Die Herzöge von Saragossa

Wappen des Herzogtums Saragossa

Das 1834 für José de Palafox y Melci errichtete Titularherzogtum von Saragossa ging nach dem Tod seines Urenkels, José María Mencos y Rebolledo de Palafox, auf dessen Großneffen über:
1. Alonso Cristiano Álvarez de Toledo y Mencos (1896–1990), 4. Herzog von Saragossa, 11. Marqués de San Felices de Aragón, 10. Marqués de Casa Pontejos, 11. Conde de Eril, 12. Conde de los Arcos, 7. Marqués de Miraflores, 8. Marqués de Lazán
  1. Manuel Álvarez de Toledo y Mencos, 5. Herzog von Saragossa, 13. Conde de los Arcos, 8. Marqués de Miraflores